# 運転免許取得時講習
運転免許取得時講習（うんてんめんきょしゅとくじこうしゅう）とは、運転免許試験場での技能試験（俗にいう一発試験）を受験して運転免許の取得を希望する者が、合格後に試験場で受ける講習である。大きく分けて「自動車の運転に関する講習」と「応急救護処置に関する講習」の2つからなる。運転免許証の交付を受けるためには、技能試験前に特定届出自動車教習所で特定教習を受講するか、技能試験後に試験場で取得時講習を受講する必要がある。

## 講習の対象者
指定自動車教習所の教習や検定を受けず、大型自動車、中型自動車、準中型自動車、普通自動車、大型自動二輪車、普通自動二輪車、原動機付自転車、大型自動車第二種、中型自動車第二種、普通自動車第二種の免許の取得を希望する者

## 講習の概要

### 自動車の運転に関する講習

#### 大型車講習・中型車講習・準中型車講習（普通免許有）
貨物自動車の運転に係る危険の予測その他の貨物自動車の安全な運転に必要な技能及び知識、夜間における貨物自動車の安全な運転に必要な技能、路面が凍結の状態にある場合その他の悪条件下にある場合における運転の危険性に応じた貨物自動車の安全な運転に必要な技能といった4時間の講習

#### 準中型車講習（普通免許無）
貨物自動車の運転に係る危険の予測その他の貨物自動車の安全な運転に必要な技能及び知識、夜間における貨物自動車の安全な運転に必要な技能、路面が凍結の状態にある場合その他の悪条件下にある場合における運転の危険性に応じた貨物自動車の安全な運転に必要な技能、高速自動車国道及び自動車専用道路における普通自動車の安全な運転に必要な技能及び知識といった8時間の講習

#### 普通車講習
普通自動車の運転に係る危険の予測その他の安全な運転に必要な技能及び知識、高速自動車国道及び自動車専用道路における普通自動車の安全な運転に必要な技能及び知識といった4時間の講習

#### 大型二輪講習
大型自動二輪車の運転に係る危険の予測その他の安全な運転に必要な技能及び知識、大型自動二輪車の二人乗り運転に関する知識といった3時間の講習

#### 普通二輪講習
普通自動二輪車の運転に係る危険の予測その他の安全な運転に必要な技能及び知識、普通自動二輪車の二人乗り運転に関する知識といった3時間の講習

#### 原動機付自転車の運転に関する講習（原付講習）
原動機付自転車の操作方法及び走行方法並びに安全運転に必要な知識等といった3時間の講習

#### 大型旅客車・中型旅客車・普通旅客車講習
旅客自動車の運転に係る危険の予測その他の旅客自動車の安全な運転に必要な技能及び知識、夜間における旅客自動車の安全な運転に必要な技能、路面が凍結の状態にある場合その他の悪条件下にある場合における運転の危険性に応じた旅客自動車の安全な運転に必要な技能、身体障害者、高齢者等が旅客である場合における旅客自動車の安全な運転その他の交通の安全の確保について必要な知識といった6時間の講習

### 応急救護処置に関する講習

#### 応急救護処置講習（一）
気道確保、人工呼吸、心臓マッサージ及び止血に必要な知識、前号に掲げるもののほか、応急救護処置に必要な知識といった3時間の講習

#### 応急救護処置講習（二）
気道確保、人工呼吸、心臓マッサージ、止血、被覆及び固定に必要な知識、外傷、熱傷その他の交通事故に係る傷病者の負傷等の状態に応じた対応に必要な知識、前二号に掲げるもののほか、応急救護処置に必要な知識といった6時間の講習

## 免除の対象者

### 大型車講習

#### 大型車講習・応急救護処置講習（一）両方の免除対象者
- 中型第二種免許、普通第二種免許、中型免許又は準中型免許の保有者。
- 指定自動車教習所の卒業者（過去1年以内）。
- 特定教習修了者（過去1年以内）。
- 受けようとする免許を申請した日前六月以内に、次に掲げる受けようとする免許の種類に応じ、それぞれ次に定める自動車に相当する種類の自動車の運転に関する外国等の行政庁等の免許を受けていたことがある者で、当該外国等の行政庁等の免許を受けていた期間のうち当該外国等に滞在していた期間が通算して三月以上のもの

#### 応急救護処置講習（一）の免除対象者
- 普通免許、大型二輪免許又は普通二輪免許の保有者。
- 医師、歯科医師、保健師、助産師、看護師、准看護師又は救急救命士
- 消防法施行令第四十四条第一項又は第四十四条の二第一項の救急隊員
- 日本赤十字社が定める資格のうち、応急救護処置に必要な知識の指導に必要な能力を有すると認められる者に対して与えられるものとして国家公安委員会が指定するものを有する者

### 中型車講習

#### 中型車講習・応急救護処置講習（一）両方の免除対象者
- 普通第二種免許又は準中型免許の保有者。
- 指定自動車教習所の卒業者（過去1年以内）。
- 特定教習修了者（過去1年以内）。
- 受けようとする免許を申請した日前六月以内に、次に掲げる受けようとする免許の種類に応じ、それぞれ次に定める自動車に相当する種類の自動車の運転に関する外国等の行政庁等の免許を受けていたことがある者で、当該外国等の行政庁等の免許を受けていた期間のうち当該外国等に滞在していた期間が通算して三月以上のもの

#### 応急救護処置講習（一）の免除対象者
- 普通免許、大型二輪免許又は普通二輪免許の保有者。
- 医師、歯科医師、保健師、助産師、看護師、准看護師又は救急救命士
- 消防法施行令第四十四条第一項又は第四十四条の二第一項の救急隊員
- 日本赤十字社が定める資格のうち、応急救護処置に必要な知識の指導に必要な能力を有すると認められる者に対して与えられるものとして国家公安委員会が指定するものを有する者

### 準中型車講習

#### 準中型車講習・応急救護処置講習（一）両方の免除対象者
- 普通第二種の保有者。
- 指定自動車教習所の卒業者（過去1年以内）。
- 特定教習修了者（過去1年以内）。
- 受けようとする免許を申請した日前六月以内に、次に掲げる受けようとする免許の種類に応じ、それぞれ次に定める自動車に相当する種類の自動車の運転に関する外国等の行政庁等の免許を受けていたことがある者で、当該外国等の行政庁等の免許を受けていた期間のうち当該外国等に滞在していた期間が通算して三月以上のもの

#### 応急救護処置講習（一）の免除対象者
- 普通免許、大型二輪免許又は普通二輪免許の保有者。
- 医師、歯科医師、保健師、助産師、看護師、准看護師又は救急救命士
- 消防法施行令第四十四条第一項又は第四十四条の二第一項の救急隊員
- 日本赤十字社が定める資格のうち、応急救護処置に必要な知識の指導に必要な能力を有すると認められる者に対して与えられるものとして国家公安委員会が指定するものを有する者

### 普通車講習

#### 普通車講習・応急救護処置講習（一）両方の免除対象者
- 指定自動車教習所の卒業者（過去1年以内）。
- 特定教習修了者（過去1年以内）。
- 受けようとする免許を申請した日前六月以内に、次に掲げる受けようとする免許の種類に応じ、それぞれ次に定める自動車に相当する種類の自動車の運転に関する外国等の行政庁等の免許を受けていたことがある者で、当該外国等の行政庁等の免許を受けていた期間のうち当該外国等に滞在していた期間が通算して三月以上のもの

#### 応急救護処置講習（一）の免除対象者
- 大型二輪免許又は普通二輪免許の保有者。
- 医師、歯科医師、保健師、助産師、看護師、准看護師又は救急救命士
- 消防法施行令第四十四条第一項又は第四十四条の二第一項の救急隊員
- 日本赤十字社が定める資格のうち、応急救護処置に必要な知識の指導に必要な能力を有すると認められる者に対して与えられるものとして国家公安委員会が指定するものを有する者

### 大型二輪講習

#### 大型二輪講習・応急救護処置講習（一）両方の免除対象者
- 普通二輪免許の保有者。
- 指定自動車教習所の卒業者（過去1年以内）。
- 特定教習修了者（過去1年以内）。
- 受けようとする免許を申請した日前六月以内に、次に掲げる受けようとする免許の種類に応じ、それぞれ次に定める自動車に相当する種類の自動車の運転に関する外国等の行政庁等の免許を受けていたことがある者で、当該外国等の行政庁等の免許を受けていた期間のうち当該外国等に滞在していた期間が通算して三月以上のもの

#### 応急救護処置講習（一）の免除対象者
- 普通二輪免許の保有者。
- 医師、歯科医師、保健師、助産師、看護師、准看護師又は救急救命士
- 消防法施行令第四十四条第一項又は第四十四条の二第一項の救急隊員
- 日本赤十字社が定める資格のうち、応急救護処置に必要な知識の指導に必要な能力を有すると認められる者に対して与えられるものとして国家公安委員会が指定するものを有する者

### 普通二輪講習

#### 普通二輪講習・応急救護処置講習（一）両方の免除対象者
- 指定自動車教習所の卒業者（過去1年以内）。
- 特定教習修了者（過去1年以内）。
- 受けようとする免許を申請した日前六月以内に、次に掲げる受けようとする免許の種類に応じ、それぞれ次に定める自動車に相当する種類の自動車の運転に関する外国等の行政庁等の免許を受けていたことがある者で、当該外国等の行政庁等の免許を受けていた期間のうち当該外国等に滞在していた期間が通算して三月以上のもの

#### 応急救護処置講習（一）の免除対象者
- 普通免許の保有者。
- 医師、歯科医師、保健師、助産師、看護師、准看護師又は救急救命士
- 消防法施行令第四十四条第一項又は第四十四条の二第一項の救急隊員
- 日本赤十字社が定める資格のうち、応急救護処置に必要な知識の指導に必要な能力を有すると認められる者に対して与えられるものとして国家公安委員会が指定するものを有する者

### 大型旅客車講習

#### 大型旅客車講習・応急救護処置講習（二）両方の免除対象者
- 中型第二種免許又は普通第二種免許の保有者。
- 指定自動車教習所の卒業者（過去1年以内）。
- 特定教習修了者（過去1年以内）。
- 受けようとする免許を申請した日前六月以内に、次に掲げる受けようとする免許の種類に応じ、それぞれ次に定める自動車に相当する種類の自動車の運転に関する外国等の行政庁等の免許を受けていたことがある者で、当該外国等の行政庁等の免許を受けていた期間のうち当該外国等に滞在していた期間が通算して三月以上のもの

#### 応急救護処置講習（二）の免除対象者
- 医師、歯科医師、保健師、助産師、看護師、准看護師又は救急救命士
- 消防法施行令第四十四条第一項又は第四十四条の二第一項の救急隊員
- 日本赤十字社が定める資格のうち、応急救護処置に必要な知識の指導に必要な能力を有すると認められる者に対して与えられるものとして国家公安委員会が指定するものを有する者

### 中型旅客車講習

#### 中型旅客車講習・応急救護処置講習（二）両方の免除対象者
- 普通第二種免許の保有者。
- 指定自動車教習所の卒業者（過去1年以内）。
- 特定教習修了者（過去1年以内）。
- 受けようとする免許を申請した日前六月以内に、次に掲げる受けようとする免許の種類に応じ、それぞれ次に定める自動車に相当する種類の自動車の運転に関する外国等の行政庁等の免許を受けていたことがある者で、当該外国等の行政庁等の免許を受けていた期間のうち当該外国等に滞在していた期間が通算して三月以上のもの

#### 応急救護処置講習（二）の免除対象者
- 医師、歯科医師、保健師、助産師、看護師、准看護師又は救急救命士
- 消防法施行令第四十四条第一項又は第四十四条の二第一項の救急隊員
- 日本赤十字社が定める資格のうち、応急救護処置に必要な知識の指導に必要な能力を有すると認められる者に対して与えられるものとして国家公安委員会が指定するものを有する者

### 普通旅客車講習

#### 普通旅客車講習・応急救護処置講習（二）両方の免除対象者
- 指定自動車教習所の卒業者（過去1年以内）。
- 特定教習修了者（過去1年以内）。
- 受けようとする免許を申請した日前六月以内に、次に掲げる受けようとする免許の種類に応じ、それぞれ次に定める自動車に相当する種類の自動車の運転に関する外国等の行政庁等の免許を受けていたことがある者で、当該外国等の行政庁等の免許を受けていた期間のうち当該外国等に滞在していた期間が通算して三月以上のもの

#### 応急救護処置講習（二）の免除対象者
- 医師、歯科医師、保健師、助産師、看護師、准看護師又は救急救命士
- 消防法施行令第四十四条第一項又は第四十四条の二第一項の救急隊員
- 日本赤十字社が定める資格のうち、応急救護処置に必要な知識の指導に必要な能力を有すると認められる者に対して与えられるものとして国家公安委員会が指定するものを有する者